# Глубинное сейсмическое зондирование
Глубинное сейсмическое зондирование (ГСЗ, deep seismic sounding) — сейсмический метод исследования земной коры и верхней мантии с использованием искусственных источников и обменных волн землетрясений. Метод предложен в 1949 году Г.А. Гамбурцевым, под его руководством   в СССР впервые в мире были выполнены сейсмические исследования земной коры на глубину до 70 км с использованием взрывов. За рубежом подобные работы стали проводиться позднее и получили название взрывной сейсмологии или сейсмологии контролируемых источников. 
Учитывая глубину исследования , которая значительно превышает глубинность стандартных методов сейсморазведки и может достигать десятков  и даже тысяч километров, для возбуждения волн применяются значительные заряды взрывчатого вещества (несколько тонн), ядерные взрывы, мощные стационарные вибраторы. Регистрация колебаний ведется малоканальными  расстановками приёмников или сетью сейсмологических станций с трёхкомпонентных датчиками.   Приём волн ведется на удалениях до 300–400 км, а при работах  с использованием ядерных взрывов — до 3000 км. Исследуются глубины от 50–70 до 700 км. 
В методе применяются продольные (P), поперечные (S), обменные отражённые, преломленные и поверхностные волны.  Основной объём информации  получается по преломленным (рефрагированным) и закритическим отраженным волнам, поэтому в англоязычной  литературе ГСЗ часто называется методом преломленных и широкоугольных отраженных волн.   При регистрации колебаний вблизи источника (0–30 км), применяется способ общей глубинной точки (ОГТ-ГСЗ). 
По результатам ГСЗ получены данные о скоростях P- и S-волн в разрезе земной коры и верхней мантии, о положении сейсмических границы — поверхности фундамента, Конрада и Мохоровичича.